# 세포골격

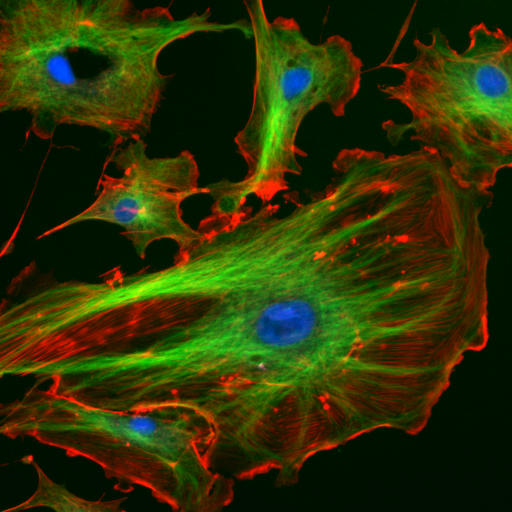
진핵생물의 세포골격. 액틴섬유가 붉은색, 튜불린으로 이루어진 미세소관이 초록색.

세포골격(細胞骨格, 영어: cytoskeleton)은 세포 내의 골격기관으로 다른 세포소기관과 마찬가지로 세포질에 포함되어 있다. 세포골격은 모든 세포, 즉 식물 세포나 동물 세포, 혹은 진핵세포나 원핵세포 모두에 존재한다. 유동적인 구조인 세포골격은 세포 형태를 유지하게 해주며, 그럼에도 편모나 섬모와 같은 구조와 함께 세포가 어느 정도 움직이는 것을 가능하게 하기도 하며, 또한 세포내 수송(예를 들어 소포의 이동) 및 세포분열에 중요한 역할을 한다.

## 진핵세포의 세포골격
진핵세포는 액틴 섬유(미세섬유), 중간섬유, 미세소관이라는 세 종류의 세포골격 섬유를 지니고 있다.

### 액틴 섬유
직경 7나노미터 가량의 미세섬유는 나선형으로 이루어진 두 개의 액틴(단백질의 일종) 고리로 구성되어 있다. 대부분은 세포막 바로 아래에 집중되어 있으며, 세포 형태를 잡아주며, 세포질 돌기(위족이나 미융모등)를 형성하며, 세포간 혹은 세포와 세포외 기질간의 결합이나 신호 전달을 수행하기도 한다. 또한 세포질 분열에도 중요하며 및 미오신과 함께 근육 수축에도 중요한 역할을 한다.

### 중간섬유
중간섬유는 직경 8에서 11 나노미터의 이 섬유질은 세포골격 가운데서 보다 안정되며 이질적인 구성요소이다. 중간섬유는 세포의 내부 삼차원 구조를 형성한다. 또한 세포간, 혹은 세포와 세포외 기질간의 결합을 담당한다.
다음과 같은 서로 다른 종류의 중간섬유가 있다.
- 비멘틴으로 이루어진 중간섬유. 많은 세포에서 일반적으로 구조를 담당한다. 뼈,연골,인대,힘줄
- 케라틴으로 이루어진 중간섬유. 피부, 머리카락, 손톱 등의 세포에 있다.
- 신경 세포에 있는 신경미세섬유
- 라민으로 이루어진 중간섬유. 핵막에서 구조를 담당한다.

### 미세소관
미세소관은 직경 25 나노미터 정도의 비어있는 관으로 13개의 원시섬유로 구성되어 있다. 원시섬유는 알파 튜블린과 베타 튜블린의 합성체이다. 미세소관은 매우 역동적이며 구아노신 삼인산을 묶어둔다. 또한 중심체로 이루어져 있다.
중요한 역할은 다음과 같다.
- 세포내 수송(다이네인(dynein) 및 키네신과 함께 미토콘드리아나 소포와 같은 세포소기관을 운반한다)
- 섬모와 편모의 축사(軸絲)
- 식물에서 세포벽의 합성

### Microtrabecular
Microtrabecular는 매우 작고, 교차하는 곳에는 리보솜이 존재한다.
중요한 역할은 다음과 같다.
- 세포소기관을 연결해준다.
- 세포 형태 및 세포소기관을 고정시킨다.

Microtrabecular는 1960년대 Keith Porter의 연구실에서 전자현미경을 사용하여 처음 관찰 되었을 때에는 알려지지 않은 분자 구조를 지닌 짧은 섬유 구조로 인식되었다. 섬유구조 및 알려진 세포질 구조와의 연관성으로 말미암아 Microtrabecular는 미세소관, 중간섬유, 미세섬유와는 또 다른 새로운 섬유 구조일 것으로 예측되었다. 하지만, Microtrabecular은 훗날 특정한 형태의 고정을 위한 인공 구조물임이 Hans Ris 연구진에 의해 밝혀졌다.

## 원핵세포의 세포골격
예전에는 세포골격이 진핵세포만의 것으로 간주되었으나, 최근 진핵세포의 주 된 모든 단백질에 대응하는 상동기관이 원핵세포에도 존재한다는 것이 밝혀졌다. 비록 진화적인 관계는 멀어서 단백질 순서 비교만으로는 불명확하기는 하지만, 삼차원적인 단백질 구조는 진핵세포의 세포골격과 원핵세포의 세포골격이 진정한 상동기관임을 강하게 뒷받침해준다.

### FtsZ
FtsZ는 진핵세포의 튜불린에 대응하며, 최초로 발견된 원핵세포의 세포골격 단백질이다. 튜불린과 마찬가지로 FtsZ는 구아노신 삼인산을 위한 섬유를 형성하지만, 이 섬유는 집단을 이루지는 않는다. 세포분열동안, FtsZ는 분열지로 옮겨가는 최초의 단백질이며, 세포분열시 세포 사이에 구성되는 새로운 세포벽을 만들기 위한 다른 종류의 단백질을 불러들이는데 필수적이다.

### MreB와 ParM
MreB는 원핵세포에게 있어 액틴과 유사한 단백질이며, 세포 모양을 유지한다. 모든 비원형 세균은 액틴형의 단백질을 나타내는 유전자를 가지고 있으며, 이러한 단백질은 세포막 아래에서 나선형 구조를 형성한다.
일부 플라스미드는 액틴형 단백질인 ParM을 가지고 있다. ParM의 섬유는 불안정하게 움직이며, 플라스미드 DNA를 진핵세포의 유사분열과 유사한 방식으로 분열시킨다.

### Crescentin
"Caulobacter crescentus"란 세균은 세 번째의 단백질인 Crescentin을 지니고 있다. Crescentin은 진핵세포의 중간섬유에 해당하며, 세포 모양 유지에 도움을 주기는 하지만, 정확한 방식은 아직 알려져 있지 않다.

## 추가 문헌
- Linda A. Amos and W. Gradshaw Amos, Molecules of the Cytoskeletion, Guilford, ISBN 0-89862-404-5, LoC QP552.C96A46 1991